# Árki Gábor
Árki Gábor (Budapest, 1969. december 9. –) labdarúgó, középpályás.

## Pályafutása
A Bp. Honvéd nevelése. A felnőtt csapatban 1988-ban mutatkozott be, de bajnoki mérkőzésen nem kapott lehetőséget. 1990 telén kölcsönadták a Dorogi AC-hez. A Szeged csapatához 1990 szeptemberében került a szezon végéig kölcsönben. Itt mutatkozott az élvonalban 1990. október 6-án a Vasas ellen, ahol csapata 2–1-re győzött. Tagja volt a Kispest Honvéd 1992–93-as bajnokcsapatának. Szerepelt a BVSC, a Videoton, a Gázszer és a Lombard Tatabánya csapataiban is. Utolsó élvonalbeli klubja a Vasas volt a 2001–02-es idényben. Utolsó mérkőzésen a Kispest-Honvéd ellen 3–1-es vereséget szenvedett csapata. Ezt követően a Haladásban szerepelt. 2003 júniusában kettős sípcsonttörést szenvedett.
2014 januárjáig a Pápa klubmenedzsere volt. 2014 májusától a Diósgyőri VTK sportigazgatója lett. Ezt a posztját 2016 februárjáig töltötte be.

## Sikerei, díjai
- Magyar bajnokság
  - bajnok: 1992–93
  - 2.: 1993–94
- Magyar kupa
  - döntős: 1994